# Desastre minero de Soma
El desastre minero de Soma es el peor accidente minero en la historia de Turquía. Ocurrió el 13 de mayo de 2014 en una mina subterránea de carbón de Soma, Manisa, a unos 250 kilómetros al sur de Estambul.
Durante un cambio de turno de los mineros, hubo una explosión en un transformador eléctrico, a unos 200 metros de profundidad y a aproximadamente dos kilómetros de la boca de la mina, que ocasionó un incendio que duró varios días en una mina subterránea de carbón, donde fallecieron 301 trabajadores, entre mineros (295), ingenieros (5) y un paramédico.

## Antecedentes
Los accidentes mineros son comunes en Turquía debido a las malas condiciones de seguridad. Según las estadísticas oficiales desde 1941 han muerto más de 3000 mineros en las minas de carbón de Turquía. Hasta la fecha, el accidente minero más mortífero que había padecido Turquía se había dado en Zonguldak (región del Mar Negro) en 1992, cuando fallecieron 263 trabajadores.
A finales de 2013, los mineros turcos habían protestado por las malas condiciones de seguridad en las minas. El Partido de la Justicia y el Desarrollo del primer ministro Recep Tayyip Erdoğan, había rechazado el 29 de abril de 2014, dos semanas antes del accidente, una moción presentada por el partido opositor para investigar las condiciones de seguridad en la mina de Soma.

## Esfuerzos de rescate
Un total de 787 mineros estaban trabajando abajo en la mina el 13 de mayo de 2014 cuando ocurrió la explosión. Para el día 14 de mayo ya se habían rescatado un poco más de 300 mineros. Las cuadrillas de rescate actuaron de inmediato dentro de sus posibilidades, las cuadrillas de rescate bombearon oxígeno por los ejes que llegan al fondo de la mina y así poder ayudar un poco más a los mineros atrapados. Aunque había dos salidas de las minas, las cuadrillas de rescate solo pudieron hacer uso de una de ellas ya que la otra estaba atorada con cuerpos de mineros. El rescate se dio por terminado el 18 de mayo de 2014, cuando se rescataron los dos últimos cadáveres que quedaban en la mina de carbón. Un total del 485 mineros sobrevivieron la catástrofe.

## Reacciones
El gobierno turco decretó tres días de luto nacional por las víctimas y numerosas autoridades enviaron sus condolencias, entre los que se encontraban Ban Ki-moon, Herman Van Rompuy, Joachim Gauck, Vladímir Putin, David Cameron y Mariano Rajoy. El papa Francisco pidió rezar por los mineros del desastre en Turquía.
Las reacciones no se hicieron esperar y la población se levantó en protesta argumentando que el accidente se podía haber prevenido si las autoridades hubieran revisado las condiciones de seguridad de la mina y si las leyes sobre la protección de las minas fuera un poco más estrictas, el 16 de mayo de 2014 la policía de Soma utilizó gases lacrimógenos, cañones de agua y perdigones contra los manifestantes que protestaron por la respuesta del gobierno.